# Сергеев, Александр Михайлович (физик)
Алекса́ндр Миха́йлович Серге́ев (род. 2 августа 1955, Бутурлино, Горьковская область) — советский и российский физик, научный руководитель Национального центра физики и математики. Президент Российской академии наук с 27 сентября 2017 года по 20 сентября 2022 года.
Специалист в области физики плазмы, фемтосекундной оптики, нелинейной динамики оптических систем и высокочувствительных оптических измерений; доктор физико-математических наук (2000), профессор. Директор Института прикладной физики (ИПФ) РАН с 2015 по 2017 год.
Академик РАН (2016; член-корреспондент 2003). Лауреат Государственной премии РФ (1999) и премии Правительства РФ (2012). Имеет более 40 тысяч цитирований своих работ, опубликованных в научных журналах. Индекс Хирша согласно Web of Science — 78, согласно Scopus — 69.

## Биография
Родился 2 августа 1955 года в посёлке Бутурлино Горьковской области в семье сотрудника прокураторы М. А. Сергеева.
В 1977 году окончил радиофизический факультет Горьковского университета.
С 1977 года работает в Институте прикладной физики в городе Горьком (Нижнем Новгороде).
Занимал должности стажёра-исследователя, младшего (с 1979 года) и старшего (с 1985 года) научного сотрудника. В 1982 году под руководством А. Г. Литвака защитил кандидатскую диссертацию по теме «Самовоздействие и трансформация интенсивных электромагнитных волн в магнитоактивной плазме».
В 1991 году стал заведующим лабораторией сверхбыстрых явлений, в 1994 году возглавил отдел сверхбыстрых явлений. В 2000 году защитил докторскую диссертацию «Нелинейные волновые процессы при генерации сверхкоротких оптических импульсов и взаимодействии сильных оптических полей с веществом».
В 2001 году был избран директором отделения нелинейной динамики и оптики и назначен заместителем директора ИПФ РАН.
22 мая 2003 года избран членом-корреспондентом РАН.
В 2012 году ушёл с должности директора отделения и стал первым заместителем директора Института по научной работе.
В июле 2013 года А. М. Сергеев выступил против планов правительства по реформе Российской академии наук, нашедших отражение в проекте Федерального закона «О Российской академии наук, реорганизации государственных академий наук и внесении изменений в отдельные законодательные акты Российской Федерации» 305828-6. В знак протеста он заявил об отказе вступить в «новую РАН», учреждаемую предлагаемым законом в случае его принятия (см. Клуб 1 июля).
В 2015 году был избран директором ИПФ РАН, предыдущий директор Александр Литвак при этом стал научным руководителем института. Под руководством А. М. Сергеева институт был реорганизован в федеральный исследовательский центр и в 2016 году присоединил к себе в качестве филиалов Институт физики микроструктур РАН и Институт проблем машиностроения РАН, также расположенные в Нижнем Новгороде.
28 октября 2016 года был избран действительным членом РАН по Отделению физических наук.
В конце сентября 2017 года занял пост президента РАН. После этого заявил об уходе с должности директора института, но попросил сохранить ему в нём рабочее место. Заместитель председателя Совета по науке и образованию при Президенте РФ с 2017. Член Совета по повышению конкурентоспособности ведущих университетов Российской Федерации среди ведущих мировых научно-образовательных центров с 2018.
В 2022 году в последний момент снял свою кандидатуру с очередных выборов в Президенты РАН.
В октябре 2022 года был назначен научным руководителем Национального центра физики и математики.

## Научная деятельность

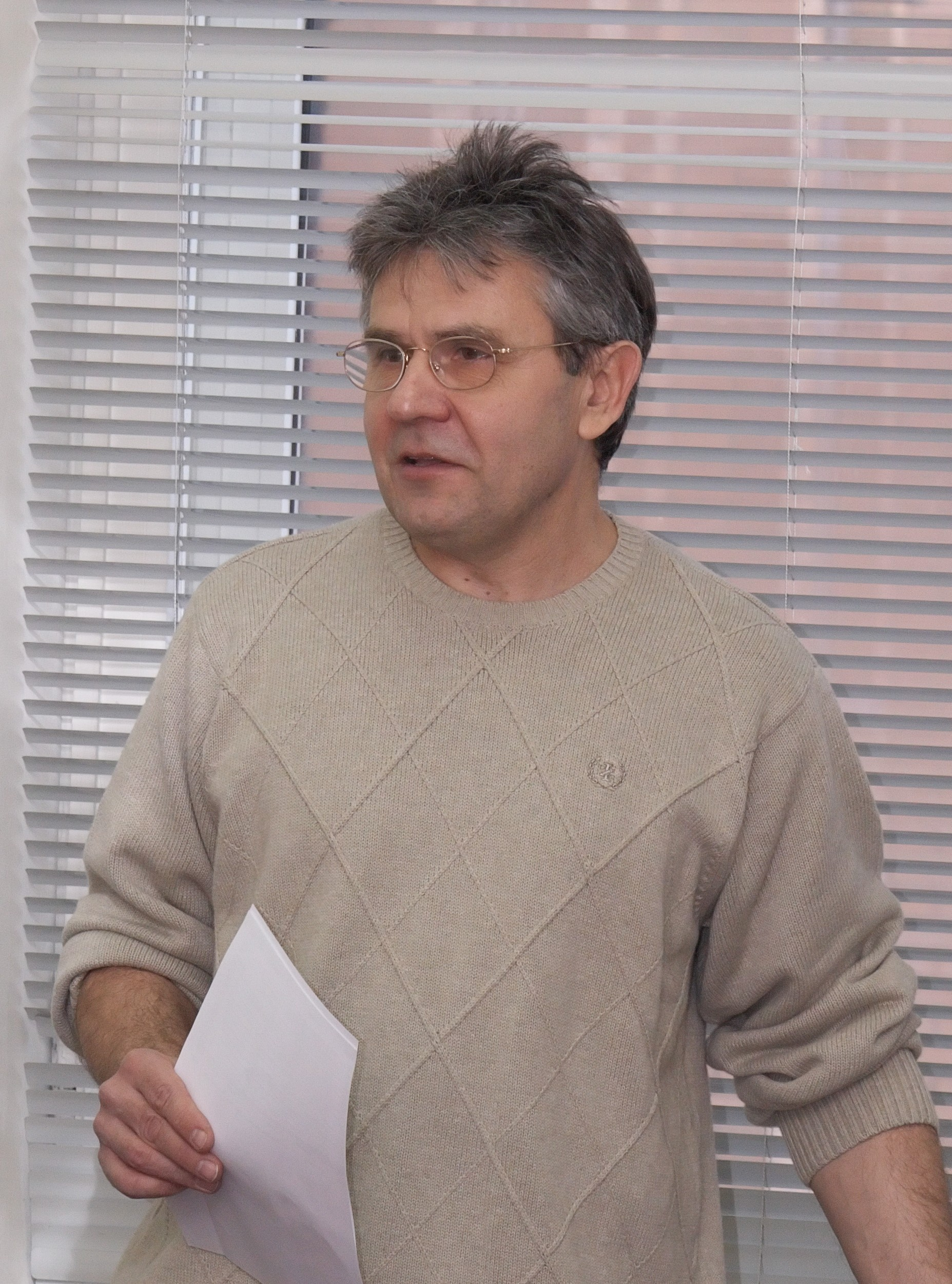
Сергеев в 2009 году в ИПФ РАН

А. М. Сергеев является одним из ведущих российских специалистов в области лазерной физики, фемтосекундной оптики, физики плазмы и биофотоники.
В 1990-е годы организовал в ИПФ РАН работы по созданию лазерных источников фемтосекундной длительности. Под его руководством создан комплекс таких источников, в том числе лазер на основе параметрического усиления света с пиковой мощностью излучения в сотни тераватт, что для подобных систем являлось на момент создания мировым рекордом. В комплекс входят также титан-сапфировый лазер пиковой мощностью около тераватта, а также волоконно-оптические фемтосекундные лазеры с предельно короткой длительностью импульса.
А. М. Сергеев разработал новый метод описания работы фемтосекундных лазеров на основе теории диссипативных оптических солитонов. На его основе предсказаны новые режимы лазерной генерации, реализованные позднее экспериментально.
А. М. Сергеев активно разрабатывает теоретические модели процессов сильно нелинейного взаимодействия излучения таких сверхмощных короткоимпульсных источников с веществом. Им изучены новые нелинейно-волновые эффекты в таких процессах, в частности эффект самоканалирования излучения на основе ионизационной нелинейности, а также сильное адиабатическое повышение несущей частоты и частот гармоник излучения. А. М. Сергеевым разработана концепция генерации когерентных аттосекундных импульсов при ионизации атомов фемтосекундными импульсами. Под его руководством выполнен ряд работ по теоретическому исследованию процессов лазерного ускорения ионов и генерации рентгеновского излучения на основе лазерных систем петаваттной пиковой мощности.
В 2010-х годах А. М. Сергеевым предложен проект по созданию в России самого мощного в мире лазера XCELS, который был бы способен генерировать импульсы пиковой мощностью в сотни петаватт. Этот проект был включён Правительством РФ в число 6 проектов класса megascience для реализации в 2010—2020 годах.
Помимо источников мощного лазерного излучения, А. М. Сергеев руководил также совместными работами коллектива учёных-физиков и медиков, направленными на создание и применение инструментов оптической томографии биотканей. Эти работы включали в себя такие направления, как оптическая когерентная томография, оптическая диффузионная томография, диффузионная флуоресцентная томография, ультрамикроскопия. Было показано, что разработанные в ходе этих работ методы визуализации позволяют проводить диагностику онкологических заболеваний.

## Организационная работа и преподавание
А. М. Сергеев инициировал участие российских учёных в ряде крупных международных научных программ, в том числе в обсерватории для детектирования гравитационных волн LIGO (он вошёл в число участников коллаборации LIGO, которым за это открытие была присуждена премия Грубера по космологии 2016 года), в проекте прототипа реактора для лазерного термоядерного синтеза HiPER, в паневропейском проекте по созданию сверхмощных лазерных источников и исследованию вещества в экстремальных состояниях ELI (Extreme Light Infrastructure).
Является членом Совета Российского фонда фундаментальных исследований. Представляет Россию в Международном комитете по сверхмощным лазерам ICUIL, являясь заместителем председателя этой организации. Является членом комиссии IUPAP по атомной, молекулярной и оптической физике.
Член редколлегии журналов «Успехи физических наук» и «Известия вузов. Радиофизика». В течение многих лет является членом программных оргкомитетов крупных международных научных конференций по оптике, лазерной физике и биофотонике, таких как ICONO, Photonics West, Topical Problems of Biophotonics и другие.
За время своей работы А. М. Сергеев создал ведущую научную школу РФ «Фемтосекундная оптика, нелинейная динамика оптических систем и высокочувствительные оптические измерения», в которую входят более 40 ученых, в том числе 7 докторов и 19 кандидатов наук.
Активно занимается преподаванием, с 1991 года является профессором Нижегородского государственного университета (ННГУ).
Является экспертом Московского экономического форума.

## Президент РАН

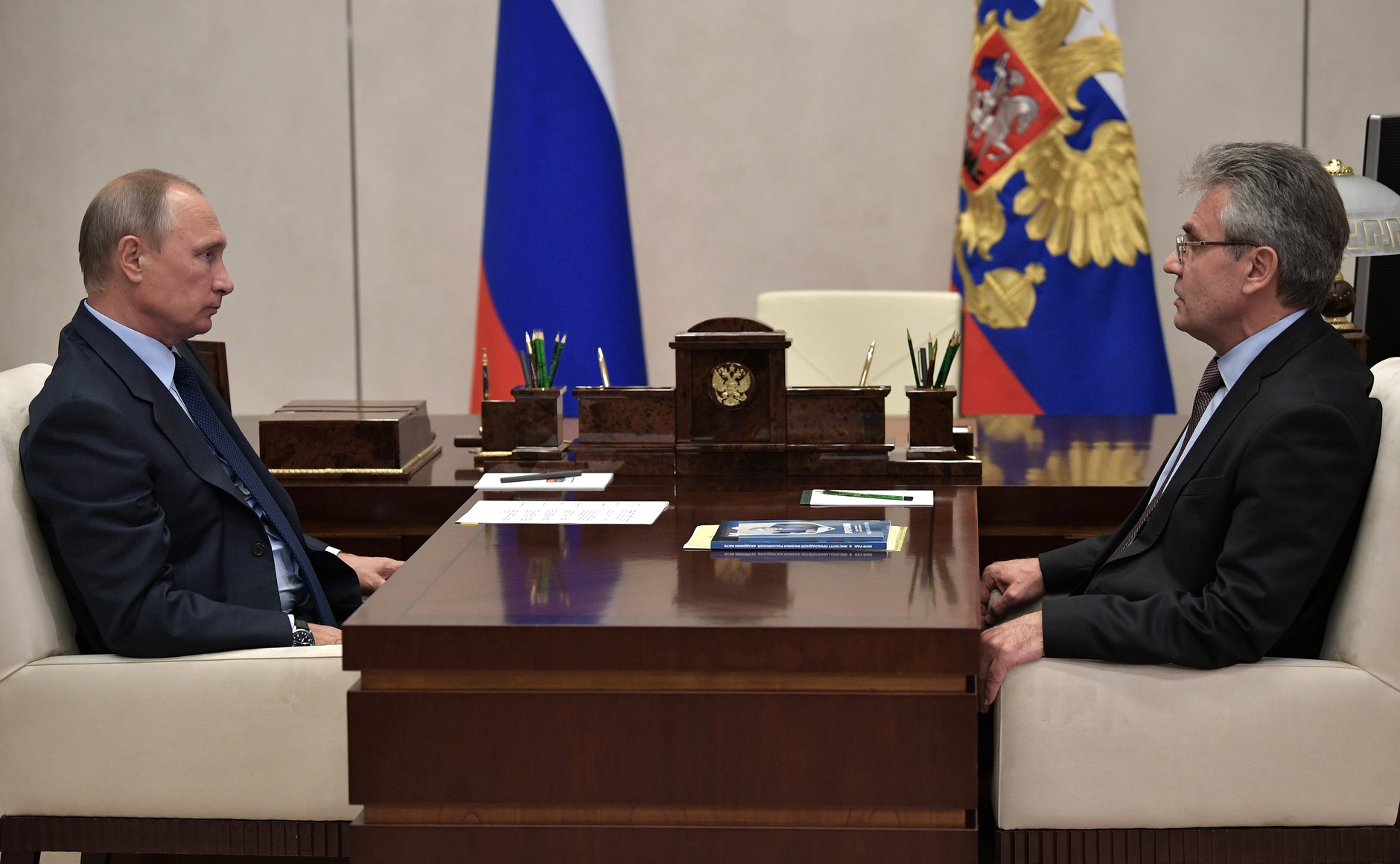
Встреча с Путиным, 2017 год

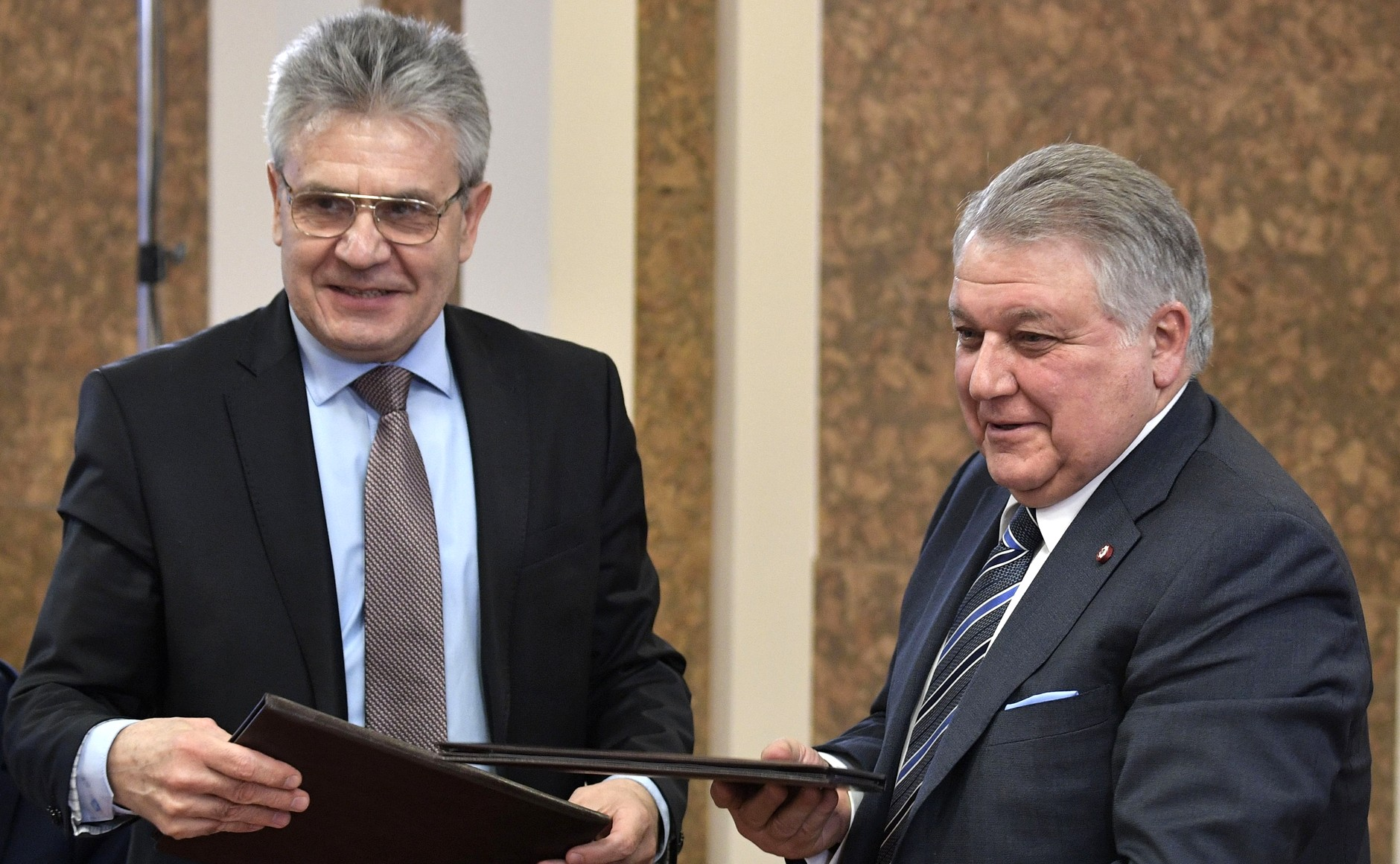
С президентом НИЦ «Курчатовский институт» Михаилом Ковальчуком, 10 апреля 2018 года

В мае 2017 года Отделение физических наук РАН выдвинуло А. М. Сергеева кандидатом на пост президента РАН. Наряду с ним на этот пост претендовали и прошли согласование в правительстве РФ ещё четверо учёных. В первом туре выборов на Общем собрании РАН 26 сентября 2017 года занял первое место (получил 681 голос из 1596, более чем двукратно опередив занявшего с 276 голосами второе место Р. И. Нигматулина). Во втором туре подтвердил своё лидерство (1045 голосов — А. М. Сергеев, 412 — Р. И. Нигматулин) и был избран президентом РАН. 27 сентября Президент России Владимир Путин своим указом утвердил его в должности на 5 лет.
В интервью РИА Новости в числе важнейших первоочередных шагов назвал выработку предложений «по корректированию 253-ФЗ, принятого в 2013 году, в части изменения правового статуса РАН».
В интервью корреспонденту журнала «В мире науки» перечислил основные проблемы науки в Росcии:
- Наука в России не стала производительной силой инновационной экономики.
- Число приглашённых докладов на крупных международных конференциях от России снижается.
- В ведущих международных журналах с наибольшим индексом цитируемости количество статей авторов из России, особенно с результатами экспериментов, ничтожно мало.
- Финансирование материальной базы науки в расчёте на одного исследователя в России в 100 раз меньше, чем в Японии.
- Качество подготовки специалистов в школах и университетах России снижается.

В выступлении перед уральскими учёными высказал своё мнение о направлениях реформирования науки:
- Наука в России должна возглавить и координировать стратегию научно-технического развития.
- Финансирование РАН должно быть увеличено на 60 млрд рублей в год.
- Нужны крупные научные проекты мирового значения.

Был утвержден правительством как кандидат на пост президента РАН на выборах осенью 2022 года (другие утверждённые кандидаты: Г. Я. Красников и Д. М. Маркович), но позже снял свою кандидатуру, заявив: «…События последних дней заставляют меня снять свою кандидатуру с выборов президента РАН. Это вынужденное решение». Он также сообщил, что многие члены РАН подвергаются психологическому и внешнему административному давлению, после того как заявляют свою позицию.

## Семья
Отец — Михаил Александрович , прокурор Горьковской области, Заслуженный юрист РСФСР, участник Великой Отечественной войны, награждён рядом медалей за боевые и трудовые успехи.
Жена — Марина Дмитриевна Чернобровцева, научный сотрудник ИПФ РАН.
Сын Михаил — проректор по внешним связям, Крымский федеральный университет, Симферополь.
Дочь Екатерина — научный сотрудник ИПФ РАН.

## Академические и почётные звания
- Член-корреспондент Российской академии наук (2003)
- Действительный член Российской академии наук (2016)
- Иностранный член Национальной академии наук Беларуси (2017)
- Иностранный член Монгольской академии наук (2018)[22]
- Почётный доктор Московского государственного университета имени М. В. Ломоносова (2019)
- Иностранный член Китайской академии наук (2019)[23]
- Почётный доктор НИЦ «Курчатовский институт»

## Награды и признание
- Государственная премия РФ в области науки и техники (1999) — за работы по оптической томографии биотканей
- Орден Почёта (2006) — за достижения в области создания компонентов и устройств для мощных лазерных комплексов
- Премия Правительства РФ в области науки и техники (2012)— за работы по созданию петаваттного лазерного комплекса
- Премия Грубера по космологии (в составе коллаборации LIGO) (2016)
- Офицер ордена Академических пальм, Франция[24] (2018)
- Лауреат международной медали «За вклад в развитие нанонауки и нанотехнологий» присуждаемой ЮНЕСКО (2018)[25]
- Орден «За заслуги перед Отечеством» IV степени (10 сентября 2020) — за большой вклад в развитие науки и многолетнюю плодотворную деятельность[26]
- Медаль «В память 800-летия Нижнего Новгорода» (2021)[27]
- Почётный гражданин Нижегородской области (2021)[28]
- Золотая медаль имени А. М. Прохорова (19 сентября 2023) — по совокупности работ, опубликованных за период 1977—2023 гг.[29]
- Орден Александра Невского (5 февраля 2024) — за большой вклад в развитие отечественной науки, многолетнюю плодотворную деятельность и в связи с 300-летием со дня основания Российской академии наук[30]

## Публикации
- А. В. Ким, М. Ю. Рябикин, А. М. Сергеев. От фемтосекундных к аттосекундным импульсам // Успехи физических наук. — Российская академия наук, 1999. — Т. 169. — С. 58—66. — doi:10.3367/UFNr.0169.199901h.0058.
- А. А. Бабин, А. М. Киселев, К. И. Правденко, А. М. Сергеев, А. Н. Степанов, Е. А. Хазанов. Экспериментальное исследование воздействия субтераваттного фемтосекундного лазерного излучения на прозрачные диэлектрики при аксиконной фокусировке // Успехи физических наук. — Российская академия наук, 1999. — Т. 169. — С. 80—84. — doi:10.3367/UFNr.0169.199901l.0080.
- Е. А. Хазанов, А. М. Сергеев. Петаваттные лазеры на основе оптических параметрических усилителей: состояние и перспективы // Успехи физических наук. — Российская академия наук, 2008. — Т. 178. — С. 1006—1011. — doi:10.3367/UFNr.0178.200809h.1006.
- А. В. Коржиманов, А. А. Гоносков, Е. А. Хазанов, А. М. Сергеев. Горизонты петаваттных лазерных комплексов // Успехи физических наук. — Российская академия наук, 2011. — Т. 181. — С. 9—32. — doi:10.3367/UFNr.0181.201101c.0009.